# River Plate Montevideo
Der Club Atlético River Plate, kurz River Plate (Spitzname: Darseneros) und im deutschen Sprachraum zumeist River Plate Montevideo, ist ein 1932 gegründeter Fußballverein aus dem Zentrum der uruguayischen Hauptstadt Montevideo. Seine Heimspiele trägt der im Barrio Prado beheimatete Klub im Parque Federico Omar Saroldi aus. Die Vereinsfarben sind Rot und Weiß Die offizielle Hymne des Vereins stammt von Tomás Cortez, der diese im Jahr 1982 verfasste. Der Verein unterhält auch Abteilungen für eSport und Frauenfußball.

## Geschichte

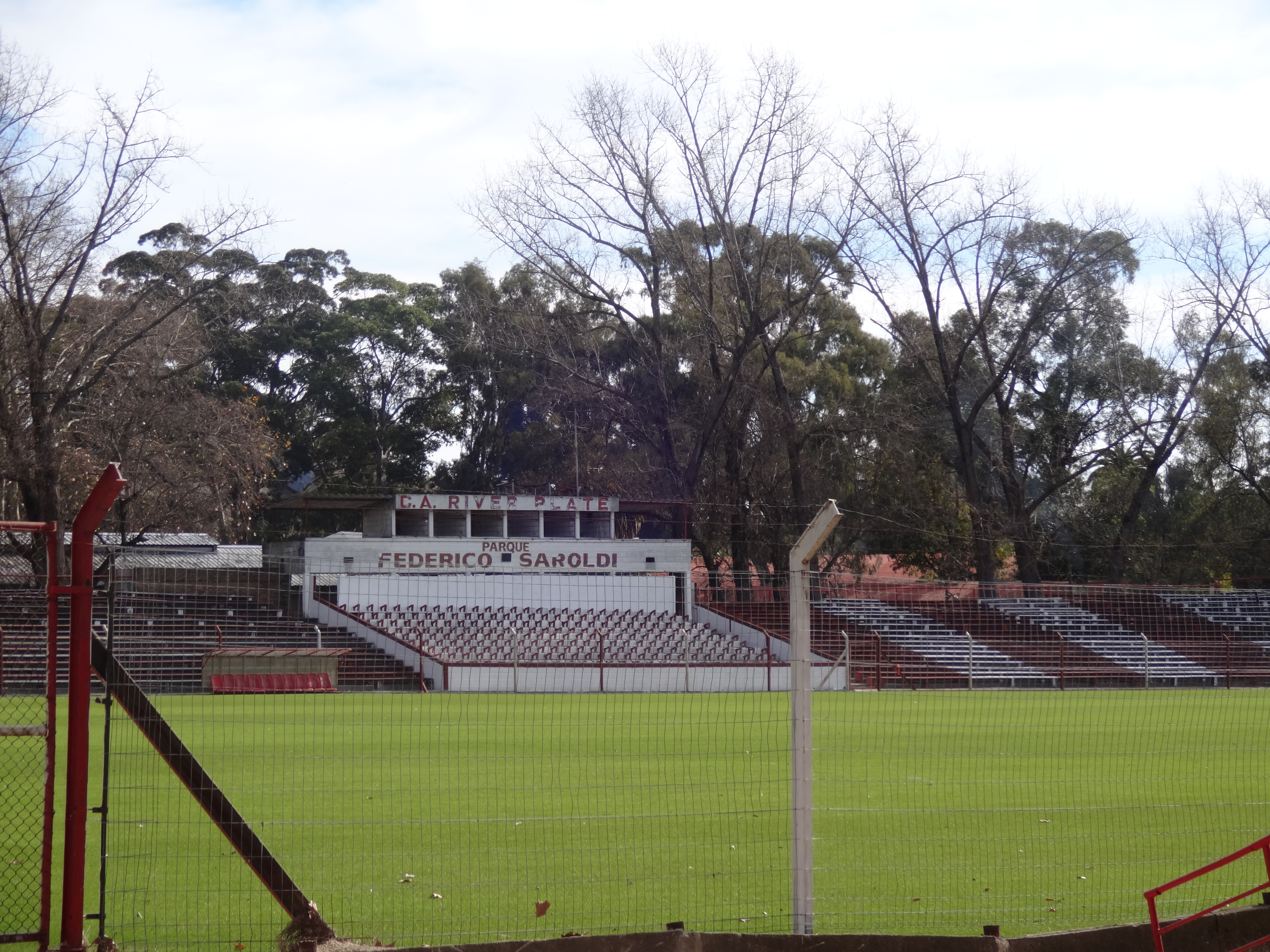
Das Stadion: Parque Saroldi

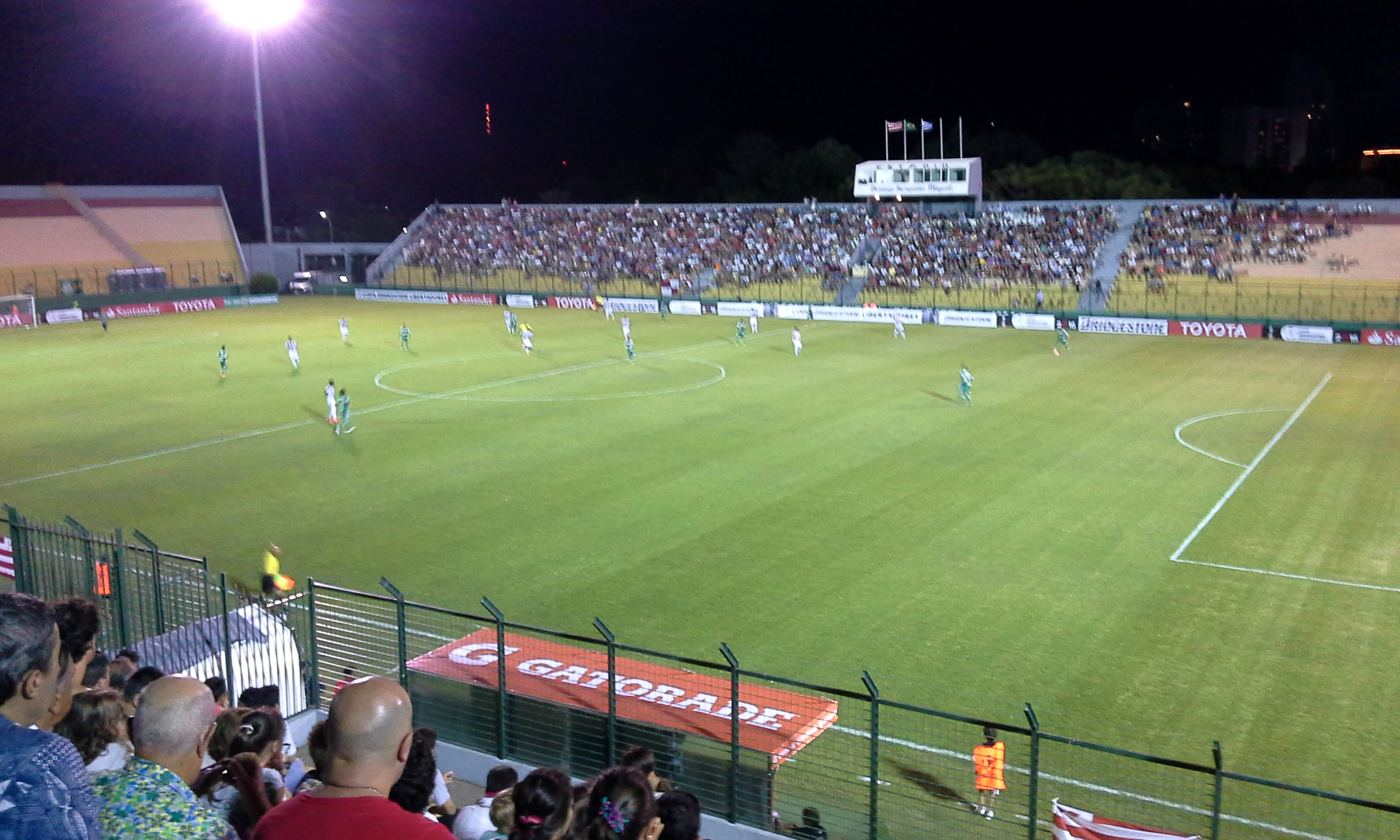
Libertadores Gruppenspiel-Premiere 2016: 2:2 in Maldonado gegen SE Palmeiras

Der Verein entstand am 11. Mai 1932 aus einem Zusammenschluss von Olimpia FC und CA Capurro. Der neue Club übernahm den Namen River Plate von einem erfolgreichen Verein der Frühzeit des uruguayischen Fußballs, dem vierfachen Meister River Plate Football Club, der 1929 aufgelöst wurde. Auch die Trikots sind an diesem Verein orientiert. Die Heimspiele richtete die Mannschaft nach der Fusion im bisherigen „Olimpia Park“ des vormaligen Olimpia FC aus. Dieser wurde am 4. Juli 1932 sodann nach dem zuvor verstorbenen Torhüter „Chiquito“ Saroldi umbenannt.
River Plate konnte in seiner langen Vereinsgeschichte noch nie einen national oder international bedeutenden Titel gewinnen, obwohl man seit der Einführung des Profifußballs in Uruguay bislang 62 Saisons (Stand: 2010) in der höchsten uruguayischen Spielklasse verbrachte. Lediglich die sechsmalige Meisterschaft in der zweiten Liga und der damit immer wieder verbundene Aufstieg in die Primera División lässt den Verein in dieser Hinsicht zum erfolgreichsten uruguayischen Klub nach dem CA Fénix (Sieben Zweitligameistertitel) werden. Der erste Aufstieg in die Primera División datiert aus dem Jahre 1943, als man im entscheidenden Spiel vor 9.004 Zuschauern gegen Cerro mit 1:0 durch ein Tor von Manolo Pérez gewann.
Die damalige Zweitligameistermannschaft bestand aus den folgenden Spielern: Saaini, Morales, Zubía, Etchenique, Miguel Olivera, Sosa, M.Pérez, Flora, Goncalvez, Fleitas und M. Olivera.
1992 erreichte der Verein nach seinem Aufstieg die bis dahin beste Platzierung in der ersten Liga. 1996 erfolgte dann die erste Teilnahme des Klubs an einem internationalen Wettbewerb, als man bei der Copa Conmebol antrat. Trainer zu dieser Zeit war Fernando Morena. Auch 1998 war man in diesem Wettbewerb vertreten. Ende der 1990er Jahre stieg River wieder ab. Seit dem letzten Aufstieg unter dem Trainer Martín Lasarte im Jahre 2004 spielt River Plate abermals erstklassig. In der Hinrundenmeisterschaft, dem Torneo Apertura 2007/08 erreichte der Verein einen überraschenden vierten Tabellenplatz und stellte mit Richard Porta den Torschützenkönig. In der Rückrunde der gleichen Saison schaffte River Plate sogar den zweiten Platz und verpasste damit nur knapp die Qualifikation zum Meisterschaftsendspiel. Dennoch war dies die bisher erfolgreichste Spielzeit in der Vereinsgeschichte und man qualifizierte sich für die Copa Sudamericana.
An der Copa Sudamericana nahm der Verein sodann in der Folgezeit dreimal hintereinander in den Jahren 2008, 2009 und 2010 teil. Im Jahr 2009 stieß River Plate dabei bis ins Halbfinale vor, wo man schließlich an LDU Quito scheiterte.
In der Spielzeit 2012/13 klassierte man am Saisonende auf dem 4. Rang der Abschlusstabelle und qualifizierte sich somit für die Copa Sudamericana 2013. Nach Abschluss der Apertura 2013 rangierte man auf dem zweiten Tabellenplatz. In der Clausura 2014 wurde man Vierter. Damit belegte River Plate in der Jahresgesamttabelle der Saison 2013/14 den 3. Platz. In der nachfolgenden Spielzeit 2014/15, in der man in der Clausura den 2. Rang belegte, wurde man Gesamtdritter.
2016 nahm der Verein erstmals an der Copa Libertadores de América teil, schied aber als siegloser Gruppenletzter alsbald aus.

## Erfolge
- Vizemeister: 1992, 2008
- Segunda División: (6×) 1943, 1967, 1978, 1984, 1991, 2004

Mit sechs gewonnenen Meisterschaften in der zweiten uruguayischen Liga war der Verein bis 2009 zusammen mit Institución Atlética Sud América und CA Fénix Rekordhalter. Im Jahr 2009 konnte Fénix den Gewinn des siebten Meistertitels feiern und dabei die beiden Vereine überflügeln.

## Bekannte Spieler
- Carlos Aguilera (1980–1982)
- Iván Alonso (1998–2000)
- Osvaldo Canobbio (1973–)
- Luis Marín (1999)
- Fernando Morena (1969–1972)
- Julio Pérez (1948–1949)
- Richard Porta (2001–2007)
- Gustavo Poyet (1989–1990)
- Severino Varela (1932–1935)
- Waldemar Victorino (1975–1978)

## Trainerhistorie
- 1993 bis 1995: Jorge Fossati
- 1996: Wilmar Cabrera
- mind. 1996: Fernando Morena
- 1999: Nelson Agresta
- „Tola“ Antúnez
- Carlos Linaris[3]
- 1999 bis 2000: Adán Machado
- bis 2001: Santiago Ostolaza
- 2001: Ramón Silva[4]
- 2001: Ricardo Ortíz
- Januar 2005 bis Mitte Juni 2006: Óscar Aguirregaray
- Clausura 2007[5] bis 2010:  Juan Ramón Carrasco
- Eduardo Del Capellán
- November 2010 bis April 2011: Carlos María Morales[6]
- 5. April 2011 bis 8. Juni 2015: Guillermo Almada[7][8]
- Juni 2015 bis September 2016: Juan Ramón Carrasco
- seit September 2016: Pablo Tiscornia[9]

## Frauenfußball
Eiver Plate beheimatet neben der ersten Herrenmannschaft, dem in der Tercera spielenden Reserveteam und einer Jugendabteilung auch eine Frauenfußballabteilung. Letztere spielt eine gewichtige Rolle im uruguayischen Fußball. So wurden die Frauen nach dem Gewinn des Meistertitels 2009 im Jahr 2010 uruguayischer Vizemeister. In jenem Jahr vertraten sie zudem, trainiert von Alvaro González, Uruguay in der Copa Libertadores.

### Erfolge
- Uruguayischer Meister: 2007, 2009
  - Vizemeister: 2008, 2010